# Lista de denominações protestantes na Coreia do Sul por número de membros
Esta é uma lista de denominações protestantes na Coreia do Sul por número de membros.
Os números apresentados baseiam-se em reivindicações pelas próprias denominações e de pesquisas de organizações independentes.
Para efeito dessa lista, consideram-se denominação uma organização com governo centralizado ou convenção que torna uniforme as doutrinas e práticas de um grupo religioso. Embora existam grupos que usem o mesmo nome para identificar-se (como as Assembleias de Deus no Brasil) a independência entre diversas organizações caracteriza a diversidade de denominações. Igrejas de governo congregacional enfatizam a independência da igreja local, mas ainda assim forma denominações pelas suas convenções.
Uma denominação cristã é um corpo religioso distinto no cristianismo , identificado por traços como nome, organização, liderança e doutrina. Os corpos individuais, no entanto, podem usar termos alternativos para se descrever. As divisões entre um grupo e outro são definidas por autoridade e doutrina.
Os grupos que conservam uma doutrina uniforme, usam o mesmo nome, mas não formam uma única denominações podem ser classificados juntos como "tradição" ou família denominacional.

## Membros por denominação
1. Igreja Presbiteriana na Coreia (HapDong) 2.250.530 membros (em 2023)[3].
2. Igreja Presbiteriana da Coreia (TongHap) 2.207.982 membros (em 2023)[4].
3. Igreja Presbiteriana na Coreia (BaekSeok) 2.000.037 membros (em 2023)[5].
4. Igreja Metodista Coreana 1.112.453 membros (em 2023)[6][7][8].
5. Igreja do Evangelho Pleno 830.000 membros (em 2021)[9].
6. Igreja Presbiteriana na Coreia (GaeHyuk I) 633.600 membros (em 2006)[10]
7. Convenção Batista da Coreia 520.000 membros (em 2019)[11].
8. Igreja Cristã da Santidade na Coreia 430.922 membros(em 2019)[8].
9. Igreja Presbiteriana na Coreia (Kosin) 378.376 membros (em 2024)[12]
10. Igreja Adventista do Sétimo Dia 263.991 membros (em 2023)[nota 1].[13]
11. Igreja Presbiteriana na República da Coreia 193.221 (em 2023)[14]
12. Igreja Presbiteriana na Coreia (HapShin) 129.111 membros (2023)[15][16]
13. Igreja Presbiteriana na Coreia (HoHeon) 120.000 membros (em 2004)[17]
14. Igreja Anglicana da Coreia 65.000 membros (em 2006).[18]
15. Igreja Luterana na Coreia 2.271 membros (em 2019)[19].
16. Igreja Reformada Independente da Coreia  470 (em 2012)[20].